# Stare Komaszyce
Stare Komaszyce – wieś w Polsce położona w województwie lubelskim, w powiecie opolskim, w gminie Opole Lubelskie.
W latach 1975–1998 miejscowość administracyjnie należała do ówczesnego województwa lubelskiego.
Wieś stanowi sołectwo w gminie Opole Lubelskie. Według Narodowego Spisu Powszechnego z roku 2011 wieś liczyła 112 mieszkańców.
Wierni Kościoła rzymskokatolickiego należą do parafii Trójcy Świętej i Narodzenia Najświętszej Maryi Panny w Chodlu.

## Historia
Komarzyce dziś Stare Komaszyce i Nowe Komaszyce (w latach 60. XX wieku Komaszyce Stare i Komaszyce Nowe ), wieś w powiecie nowo-aleksandryjskim, gminie Godów, parafii Chodel. W XV wieku należały do parafii w Kłodnicy i były własnością Mikołaja Maciejowskiego (Dług. II 546 i III 253). Dziś niewłaściwie zwą tę wieś spisy urzędowo Komaszyce. Folwark Komaszyce z nomenklaturą Ruda Maciejowska był rozległy mórg 951, grunta orne i ogrody stanowiły mórg 491, łąk było mórg 92, wody i bagna mórg 44, lasu mórg 300, nieużytki i place mórg 19. Budynków folwarcznych z drzewa 9, płodozmian 4. polowy; przepływająca rzeczka Chodelka tworzyła staw, na którym był młyn wodny i tartak. W okolicy pokłady margla wapiennego. Folwark ten w roku 1878 oddzielony został od dóbr Godów.